# Výprachtice
Výprachtice är en ort i Tjeckien.   Den ligger i regionen Pardubice, i den östra delen av landet, 160 km öster om huvudstaden Prag. Výprachtice ligger 579 meter över havet och antalet invånare är 948.
Terrängen runt Výprachtice är kuperad österut, men västerut är den platt. Runt Výprachtice är det ganska tätbefolkat, med 60 invånare per kvadratkilometer. Närmaste större samhälle är Česká Třebová, 18,2 km sydväst om Výprachtice. Omgivningarna runt Výprachtice är en mosaik av jordbruksmark och naturlig växtlighet.